# طراد الكبيسي
طراد فواز حنيفش الكبيسي (1937 - 2020) هو ناقد وشاعر وباحث عراقي، ولد في مدينة كبيسة التابعة لمدينة هيت بمحافظة الأنبار، أكمل دراسته الابتدائية في هيت، والثانوية في الرمادي، درس في قسم اللغة العربية من كلية الآداب بجامعة بغداد، وتخرج منها عام 1962، حضر العديد من المؤتمرات الثقافية في تونس وليبيا والمغرب والأردن فضلاً عن العراق، أول قصيدة نشرت له في مجلة الأديب البيروتية سنة 1956، يلخص نظرته في دور الثقافة بقوله: النتاج الفكري الإنساني منذ البذرة - البدء ـ عبارة عن متتابعة، لاشيء يموت مثل الشجرة تيبس أو تحرق ثم تتحلل وتذوب في أشجار جديدة، كتب عنه الدكتور خالد الكركي من الأردن وخالد يوسف من العراق.

## عضوية ومناصب
- مدرس في المدارس الثانوية في واسط.
- رئيس تحرير مجلة الأقلام.
- رئيس تحرير مجلة المورد.
- رئيس تحرير مجلة آفاق عربية.
- عمل في الدوائر الصحفية في بون ولندن.
- مستشار صحفي في الرباط (المغرب).
- عضو الاتحاد العام للأدباء والكتاب في العراق.
- المدير العام لدار الشؤون الثقافية العامة.

## مؤلفاته
- مقدمات في الشعر السومري، الصوفي، الإفريقي.
- شجر الغابة الحجري.
- الغابة والفصول.
- کتاب المنزلات، بثلاثة أجزاء.
- في الشعرية العربية: قراءة جديدة في نظرية قديمة
- في الشعرية العربية: نحو وعي مفهومي جديد: عود إلى الجذور الأقدم
- مختارات شعرية
- مداخل في النقد الأدبي
- مقالة في الأساطير في شعر عبد الوهاب البياتي
- إرتحالات الشعر في الزمان والمكان.[8]
- هكذا كلمتني الرواية: قراءات في روايات من الأردن.
- الشعر السومري.
- ملحمة جلجامش.
- التجربة الخلاقة.

## جوائز
- حاصل على وسام الصحافة سنة 1992 من نقابة الصحفيين العراقيين.
- نوط الاستحقاق العالي 1993.